# Minto-Mine
Die Minto-Mine (engl. Minto Mine) ist eine Kupfer-Mine im kanadischen Yukon-Territorium. Sie befindet sich auf dem traditionellen Gebiet der Selkirk First Nation.

## Geographie

### Lage
Die Minto-Mine befindet sich in der Whitehorse Mining Division, etwa 240 km nordwestlich von Whitehorse. Sie befindet sich auf etwa 800 m Höhe knapp 8 km südsüdwestlich des Yukon River. Eine knapp 27 km lange Zufahrtsstraße verbindet das Bergwerk mit dem linken Flussufer des Yukon River gegenüber der Siedlung Minto. Dort gibt es während der eisfreien Zeit eine Fährverbindung (⊙) über den Fluss nach Minto, das am Klondike Highway (Dawson City–Whitehorse–Skagway) liegt und über den Flugplatz Minto Landing Aerodrome (TC LID: CML7) verfügt. Die Minto-Mine besitzt selbst einen eigenen Flugplatz Minto Aerodrome (⊙ TC LID: CMN4) in unmittelbarer Nähe. Dieser hat eine 1370 m lange und 30 m breite Flugpiste aus Kies. Die Minto-Mine umfasst ein Hüttenwerk. Die Mine ist an das Stromnetz von Yukon Energy Corporation angeschlossen.

### Geologie
Die Lagerstätten der Minto-Mine liegen im Carmacks Copper Belt („Carmacks-Kupfergürtel“), einem in nordnordwestlicher Richtung streichenden Gürtel charakterisiert von metamorphem Gestein und Batholithen. Die Gesteinsformation beinhaltet Kupfer infolge von Intrusion sowie Gold-Mineralisierung. Sie wird von Pluton-Gestein aus dem frühen Mesozoikum überdeckt.

## Geschichte
Betreiber des Bergwerks ist Minto Explorations Ltd., eine hundertprozentige Tochter von Capstone Mining Corp. Das Unternehmen erwarb das Bergwerk im Juni 2005. Bis 2010 wurden 8 weitere Lagerstätten in der direkten Umgebung entdeckt. Diese tragen die Bezeichnungen Area 2, Area 118, Ridgetop, Copper Keel, Minto North, Minto East, Wildfire und Inferno. Mittlerweile werden diese Lagerstätten ausgebeutet.
Der Abbau im Tagebau begann Oktober 2007. Ab 2014 wurden auch im Untertagebau Mineralien gefördert. Bis 2021 wurden 215 Millionen Tonnen Kupfer gefördert. 2021 wurden am Tag durchschnittlich 2800 Tonnen Erz unter Tage abgebaut. Geplant war eine Erhöhung der Förderrate auf 3000 Tonnen pro Tag.